# AB070597
AB070597は、ジェームズ・アーチャー（英: James Archer）によって開発された、グルシン、グルタミン、グルタミン酸、ヒスチジン、アスパラギン酸、アルギニン、L-カルノシンの７種類からなるアミノ酸およびジペプチドを最適な組成で組み合わせたアミノ酸・ジペプチド混合物である。ヒトや動物における慢性腎臓病の改善を目的として研究が続けられている。

## 研究と歴史
2015年8月、「慢性腎臓病猫の血中クレアチニン濃度に及ぼすAB070597の効果（英: Effect of AB070597 on Blood-Serum Creatinine Concentration in Cats with Chronic Kidney Disease）」と題する研究論文が発表された。この論文において、個人所有の慢性腎臓病の猫59匹を半数の群に分け、一方の群にAB070597の投与を行った結果、投与を行った群では血清クレアチニン濃度 (SCr) の中央値を減少させ、国際獣医腎臓病研究グループ（英: International Renal Interest Society）が策定するガイドラインにおける病期分類の平均が大幅に減少したとされている。
2017年6月、発明者のジェームズ・アーチャーによって、米国特許商標庁において特許（特許番号：US 9669010 B2）が取得された。
2020年11月、査読付き医学雑誌である「Journal of Current Medical Research and Opinion（CMRO）」に「アミノ酸・ペプチド複合体であるAB070597の血漿クレアチニン濃度と推定糸球体濾過量に対する探索的データおよび統計解析：腎機能低下者5名を対象とした非無作為化パイロット試験（英: Exploratory-Data and Statistical Analyses of AB070597, an Amino Acid/Peptide Complex, on Blood-Serum Creatinine Concentration and Estimated Glomerular Filtration Rate: ANon-Randomized Pilot Trial of Five Humans with Declining Renal Function）」と題する研究論文が掲載された。この論文において、臨床試験に参加した63〜80歳のヒト（慢性腎臓病患者4名と加齢による腎機能低下者1名）にAB070597を摂取させたところ、いずれも腎機能低下の進行において好ましい変化をもたらしたとされている。

## ネコの長寿化と腎臓病
日本におけるネコの平均寿命は、東京農工大学と日本小動物獣医師会の大規模調査によると、1990年当時は5.1歳であったが、2014年には11.9歳となり、24年間で2倍以上に延びていることがわかる。また、一般社団法人ペットフード協会が発表した「令和3年　全国犬猫飼育実績調査」によると、2010年には14.36歳、2021年には15.66歳と、11年間で1.3歳も延びていることがわかる。これら2つの調査は、集計の対象や調査方法が異なるために数値にばらつきがあるものの、1990年以降、ネコの平均寿命が急激に延びていることは紛れもない事実であることがうかがえる。研究者の話では、近年では15歳を超え、長寿な場合は20歳を超えることも多くなっているとされている。
このように長寿化するに伴い、ヒトにおける高齢者と同様に、心臓病、糖尿病、腎臓病、腫瘍性疾患などの病気になることが増え、特に老齢のネコでは慢性腎臓病の発症が増えてくる。老齢のネコに腎臓病が多い原因については諸説あるが、突き止めるには至っていない。このため、2022年6月現在、日本獣医生命科学大学では、富士フイルムVETシステムズ株式会社の協力のもと「猫の慢性腎臓病に関する疫学調査ご協力のお願い」と題する疫学調査の実施を計画している。